# Grand Prix-seizoen 1946
Het Grand Prix-seizoen 1946 was het eerste Grand Prix-jaar na de oorlog. Het seizoen begon op 22 april en eindigde op 15 december na drie "Grandes Épreuves" en 17 andere races. Tegen het eind van het seizoen werd de allereerste race,volgens het Formule 1 reglement georganiseerd: de Grand Prix van Turijn. Er bestond nog geen officieel kampioenschap, maar Raymond Sommer was de meest succesvolle coureur met vijf gewonnen grands prix. De Maserati's bleken met negen overwinningen in twintig races moeilijk te verslaan.

## Kalender

### Grandes Épreuves
| Ronde | Datum       | Land        | Grand Prix            | Circuit        | Winnaar         | Constructeur | Verslag |
| ----- | ----------- | ----------- | --------------------- | -------------- | --------------- | ------------ | ------- |
| 1     | 9 juni      | Frankrijk   | René le Bègue Cup     | Saint-Cloud    | Raymond Sommer  | Maserati     | verslag |
| 2     | 21 juli     | Zwitserland | Nations Grand Prix    | Genève         | Giuseppe Farina | Alfa Romeo   | verslag |
| 3     | 1 september | Italië      | Grand Prix van Turijn | Valentino Park | Achille Varzi   | Alfa Romeo   | verslag |

### Andere races
| Datum        | Land             | Racenaam                  | Circuit              | Winnaar                       | Constructeur | Verslag |
| ------------ | ---------------- | ------------------------- | -------------------- | ----------------------------- | ------------ | ------- |
| 22 april     | Frankrijk        | Grand Prix van Nice       | Nice                 | Luigi Villoresi               | Maserati     | verslag |
| 12 mei       | Frankrijk        | Grand Prix van Marseille  | Parc Borély          | Raymond Sommer                | Maserati     | verslag |
| 19 mei       | Frankrijk        | Grand Prix van Forez      | St Just-Andrezieux   | Raymond Sommer                | Maserati     | verslag |
| 30 mei       | Frankrijk        | Parijs Cup                | Bois de Boulogne     | Jean-Pierre Wimille           | Alfa Romeo   | verslag |
| 9 juni       | België           | Grand Prix des Frontières | Chimay               | Leslie Brooke                 | ERA          | verslag |
| 15 juni      | Groot-Brittannië | Gransden Lodge            | Gransden Lodge       | Reg Parnell                   | Maserati     | verslag |
| 30 juni      | Frankrijk        | Grand Prix van Roussillon | Perpignan            | Jean-Pierre Wimille           | Alfa Romeo   | verslag |
| 7 juli       | Frankrijk        | Grand Prix van Bourgondië | Dijon                | Jean-Pierre Wimille           | Alfa Romeo   | verslag |
| 14 juli      | Frankrijk        | Grand Prix van Albi       | Albi                 | Tazio Nuvolari                | Maserati     | verslag |
| 28 juli      | Frankrijk        | Grand Prix van Nantes     | Nantes               | "Raph"                        | Maserati     | verslag |
| 10 augustus  | Groot-Brittannië | Ulster Trophy             | Ballyclare           | Birabongse Bhanubandh         | ERA          | verslag |
| 25 augustus  | Frankrijk        | Circuit des Trois Villes  | Lille                | Raymond Sommer, Henri Louveau | Maserati     | verslag |
| 29 september | Italië           | Grand Prix van Milaan     | Sempione Park        | Carlo Felice Trossi           | Alfa Romeo   | verslag |
| 6 oktober    | Frankrijk        | Coupe du Salon            | Bois de Boulogne     | Raymond Sommer                | Maserati     | verslag |
| 6 oktober    | Brazilië         | Circuitrace van Gávea     | Gávea                | Chico Landi                   | Alfa Romeo   | verslag |
| 27 oktober   | Spanje           | Grand Prix van Penya Rhin | Pedralbes            | Giorgio Pelassa               | Maserati     | verslag |
| 15 december  | Portugal         | Grand Prix van Boa Vista  | Circuito da Boavista | Chico Landi                   | Alfa Romeo   | verslag |

1894 · 1895 · 1896 · 1897 · 1898 · 1899 · 1900 · 1901 · 1902 · 1903 · 1904 · 1905 · 1906 · 1907 · 1908 · 1909 · 1910 · 1911 · 1912 · 1913 · 1914 · 1915 · 1916 · Eerste Wereldoorlog · 1919 · 1920 · 1921 · 1922 · 1923 · 1924 · 1925 · 1926 · 1927 · 1928 · 1929 · 1930 · 1931 · 1932 · 1933 · 1934 · 1935 · 1936 · 1937 · 1938 · 1939 · 1940-1945 (Tweede Wereldoorlog) · 1946 · 1947 · 1948 · 1949 
 Lijst van Grand Prix-wedstrijden voor 1950